# Wali Djantang
Wali Djantang este o comună din departamentul Maghama, Regiunea Gorgol, Mauritania, cu o populație de 8.833 locuitori.